# レッキーのヤンガー子爵
レッキーのヤンガー子爵（英: Viscount Younger of Leckie）はイギリスの子爵、貴族、連合王国貴族爵位。政治家ジョージ・ヤンガーが叙位されたことに始まる。

## 歴史

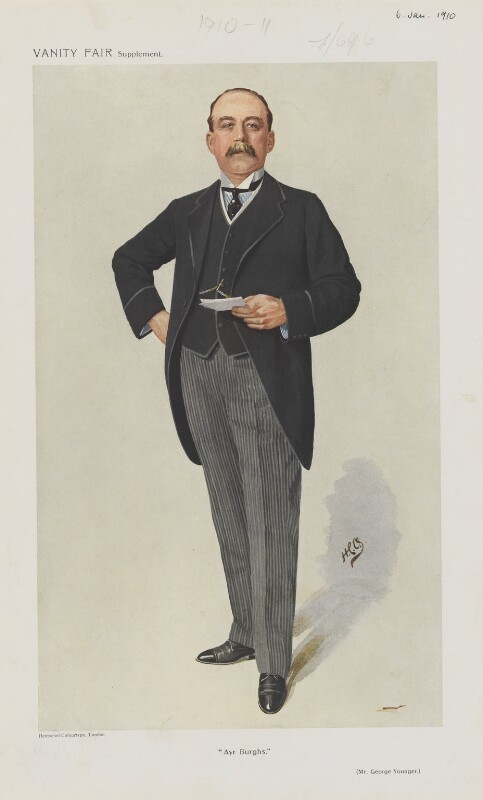
初代子爵ジョージ

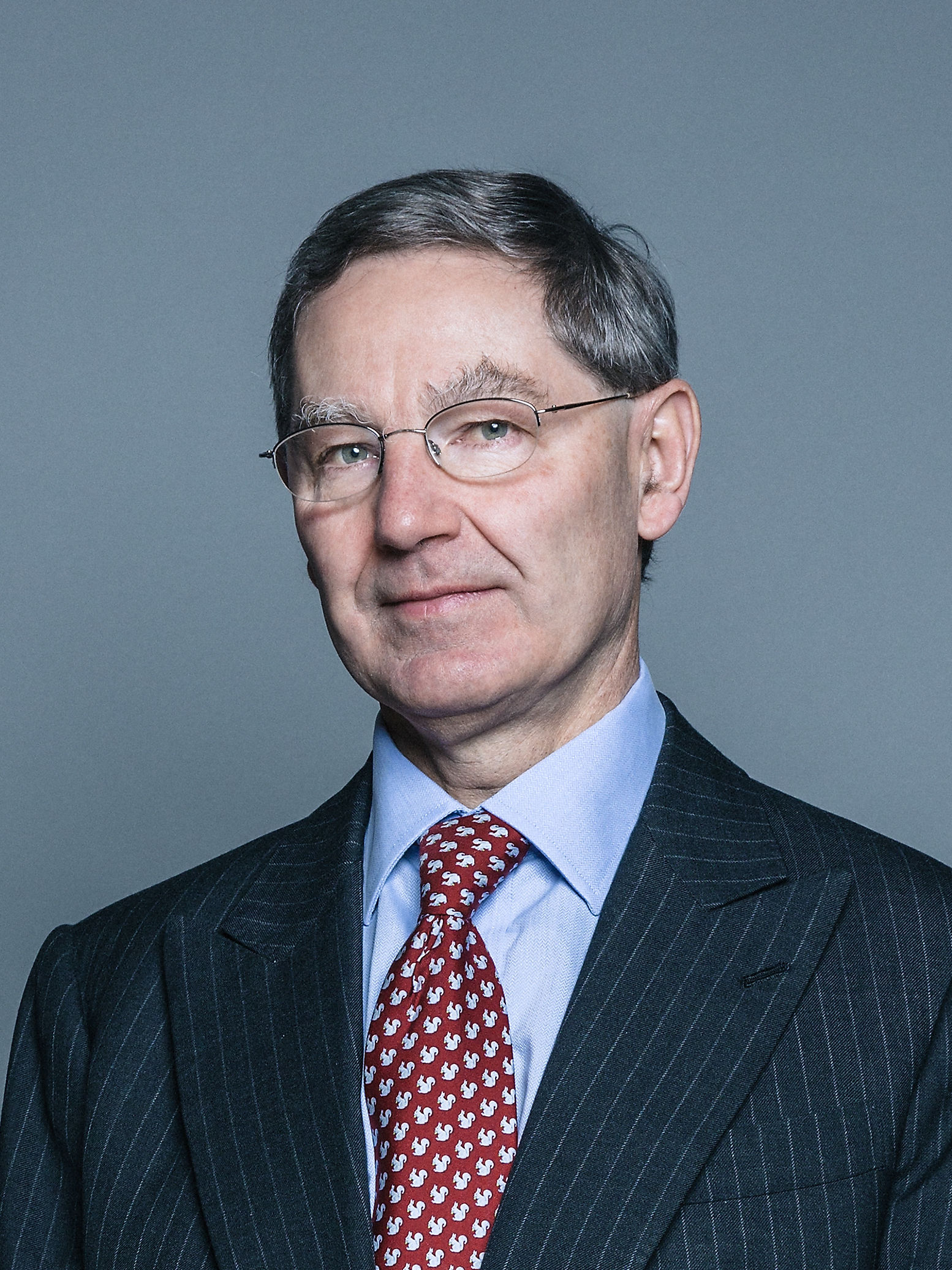
現当主である5代子爵ジェームズ。ボリス・ジョンソン政権下の内閣構成員の一人。

政治家ジョージ・ヤンガー(1851-1929)はスコットランド統一党党首を務めたのち、1923年に連合王国貴族としてクラックマナン州アロアにおけるレッキーのヤンガー子爵(Viscount Younger of Leckie, of Alloa in the County of Clackmannan)に叙された。彼はこの叙爵に先立つ1911年に(レッキーの)準男爵(Baronet, of Leckie)を授けられていたため、この準男爵位も子爵位に従属している。彼ののちはその長男ジェームズがその後を襲ったほか、以降は初代子爵の直系男子によって爵位は継承されている。
なかでも4代子爵ジョージ(1931-2003)は保守党の政治家として活動して、国防相やスコットランド担当相といった要職を歴任した。彼は襲爵前の1992年7月7日にカイル及びキャリック区エアーにおけるプレストウィックのヤンガー男爵(Baron Younger of Prestwick, of Ayr in the District of Kyle and Carrick)に叙されたが、この爵位は一代貴族爵位であったため彼の死とともに消滅している。
その息子である5代子爵ジェームズ(1955-)も父同様に保守党の政治家であり、2010年の互選によって貴族院に籍を置く92人の世襲貴族となった。2019年から翌年にかけて第一次ジョンソン内閣下の住宅・コミュニティ・地方自治担当政務次官を務めている。

紋章に刻まれるモットーは『時の移ろうほどに若く(Labentibus Junior Annis)』であり、家名であるヤンガー(Younger)に引っ掛けた駄洒落となっている。

## 現当主の保有爵位 / 準男爵位
現当主である第5代レッキーのヤンガー子爵ジェームズ・エドワード・ジョージ・ヤンガーは以下の爵位及び準男爵位を有する。
- 第5代クラックマナン州アロアにおけるレッキーのヤンガー子爵(5th Viscount Younger of Leckie, of Alloa in the County of Clackmannan)
(1923年2月20日の勅許状による連合王国貴族爵位)
- 第5代(レッキーの)準男爵(5th Baronet, of Leckie)
(1911年7月12日の勅許状による連合王国準男爵位)

## レッキーのヤンガー子爵（1923年）
- 初代レッキーのヤンガー子爵ジョージ・ヤンガー（英語版）(1851–1929)
- 第2代レッキーのヤンガー子爵ジェームズ・ヤンガー (1880–1946)
- 第3代レッキーのヤンガー子爵エドワード・ジョージ・ヤンガー（英語版） (1906–1997)
- 第4代レッキーのヤンガー子爵ジョージ・ケネス・ホットソン・ヤンガー（英語版） (1931–2003)
- 第5代レッキーのヤンガー子爵ジェームズ・エドワード・ジョージ・ヤンガー（英語版） (1955 - )

爵位の法定推定相続人は、現当主の息子であるアレクサンダー・ウィリアム・ジョージ・ヤンガー(1993 - )閣下。